# Stiria de Jos

     Untersteiermark (Spodnja Štajerska) (4), una dintre cele cinci regiuni istorice ale Sloveniei.

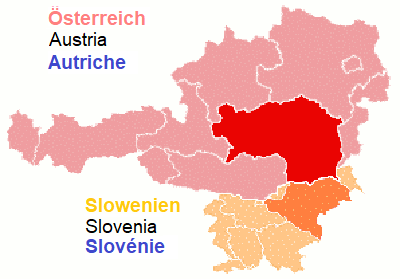
Vechiul Ducat Stiria împățit astăzi între Austria și Slovenia

Stiria de Jos (în germană Untersteiermark, mai demult în slovenă Spodnja Štajerska, ceea ce înseamnă același lucru cu Untersteiermark, astăzi în slovenă slovenska Štajerska sau doar Štajerska, în croată Donja Štajerska) este o parte a fostului Ducat Stiria, care se găsește între cursul inferior al râului Mur și cursul superior al râului Sava. Regiunea are o suprafață de 6050 km². Stiria de Jos aparține de facto Regatului sârbilor, croaților și slovenilor de la sfârșitul lui octombrie 1918 și de jure de la Tratatul de la Saint-Germain-en-Laye din 1919, Iugoslaviei din 1929 și noului stat Slovenia din 1991. Stiria de Jos (Untersteiermark) nu este identică cu Südsteiermark, care este partea de sud a landului federal austriac Stiria. 